# Kralevo (distrikt i Chaskovo)
Kralevo (bulgariska: Кралево) är ett distrikt i Bulgarien.   Det ligger i kommunen Obsjtina Stambolovo och regionen Chaskovo, i den centrala delen av landet, 220 km sydost om huvudstaden Sofia.
Trakten runt Kralevo består till största delen av jordbruksmark. Runt Kralevo är det glesbefolkat, med 14 invånare per kvadratkilometer.